# Abell 370
Abell 370 je galaktički skup udaljen oko 4 milijarde svjetlosnih godina od Zemlje (crveni pomak: z = 0,375), u zviježđu Kita. Jezgru skupa čini nekoliko stotina galaksija. Katalogizirao ga je George Abell i najudaljeniji je od skupova galaksija koje je katalogizirao.
Tijekom 1980-ih godina, astronomi opservatorija u Toulouseu otkrili su gravitacijsku leću u prostoru između Zemlje i Abella 370. Neobičan luk, pojava katakteristična za gravitacijsku leću, već je ranije primijećen u blizini nakupine, ali astronomi ga nisu uspjeli prepoznati kao gravitacijsku leću.

## Gravitacijska leća
Abell 370 uključuje nekoliko svjetlosnih lukova, uključujući najveći ikad otkriven, dug 30". Ove lukove ili izobličenja, koji su zapravo miraži, uzrokuje gravitacijsko zakrivljenje masivnih i tamnih objekata koji se nalaze između promatrača i udaljenih galaksija.  Ova skupina pokazuje prividnu magnitudu od +22.
Godine 2002., astronomi su iskoristili ovaj efekt leće da otkriju galaktiku, HCM-6A, udaljenu 12,8 milijarda svjetlosnih godina od Zemlje. U to je vrijeme bila najudaljenija poznata galaksija.
Godine 2009., istraživanje na polju Abell 370 otkrilo je grupiranje pozadinskih galaksija, čiju je sliku skup iskrivio u luk s izgledom zmaja, pa su ga NASA-ini znanstvenici nazvali Zmaj by NASA scientists. Glava mu je sastavljena od spiralne galaksije,  s drugom slikom spirala koja sačinjava rep. Nekoliko drugih slika tvore zmajevo tijelo, sve se preklapaju. Sve ove galaksije udaljene su oko 5 milijarda svjetlosnih godina.